# Дирало
Дирало е село в Южна България.
То се намира в община Мадан, област Смолян.

## География
Село Дирало се намира в планински район.